# Glimlampa

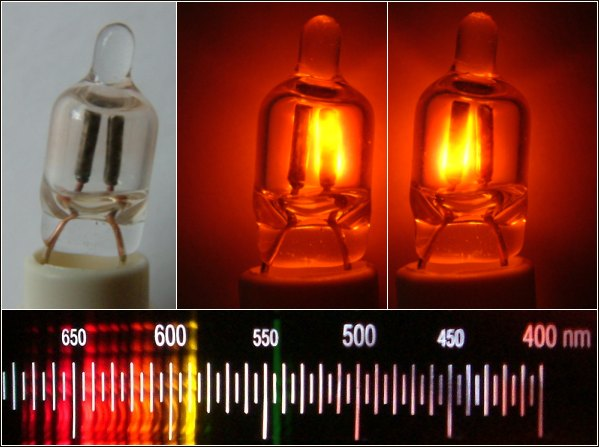
Glimlampa och dess spektrum.

Glimlampa är en lampa av typen gasurladdningslampa som främst används som indikatorlampa.

## Konstruktion
En glimlampa består av en glaskolv med någon ädelgas, ofta neon, under lågt tryck (100-1000 Pa) och två elektroder. När en spänning på något hundratal volt läggs mellan elektroderna alstras ljus genom glimurladdning, främst vid den negativa elektroden (katoden). Om lampan drivs med växelström ser det för ögat ut som att det lyser vid båda elektroderna. 
När glimlampan har tänts sjunker dess resistans till ett mycket lågt värde, och för att begränsa strömmen och skydda lampan används en resistor, skyddsmotstånd, seriekopplad med lampan.

## Användningsområden

### Indikering
Glimlampans främsta användningsområde är som indikatorlampa. Eftersom den kan drivas direkt från nätspänning och har lång hållbarhet är den vanlig i spisar, kylskåp och andra apparater som inte arbetar med lägre spänningar internt. (Lysdioder är vanliga i hemelektronik, men är bara praktiskt användbara när det redan finns låg spänning tillgänglig). Glimlampor säljs som färdiga enheter med förkopplingsmotstånd och lampa monterade i färgade gjutna plasthöljen. En vidareutveckling av glimlampan är nixieröret, vilket har ett antal elektroder formade som siffror eller andra tecken och på så sätt kan visa information.

### Testinstrument
Så kallade testmejslar är skruvmejslar med en glimlampa och skyddsmotstånd ansluten mellan spetsen och ett metallbleck ovanpå mejseln. När användaren rör vid blecket och för spetsen mot en spänningssatt krets flyter en svag ström och lampan tänds.

### Spänningsstabilisering
När en glimlampa väl är tänd är spänningen mellan elektroderna ganska konstant mot strömändringar, och en glimlampa kan användas som spänningsstabilisator. Detta har gjorts i apparater uppbyggda kring elektronrör. Speciella glimrör har också tillverkats.